# Нове Вереття (Псковська область)
Нове Вереття (рос. Новое Веретье) — присілок в Островському районі Псковської області Російської Федерації.
Населення становить 15 осіб. Входить до складу муніципального утворення Бережанская волость.

## Історія
Від 2015 року входить до складу муніципального утворення Бережанская волость.

## Населення
| 2001 | 2002 | 2010 |
| ---- | ---- | ---- |
| 14   | ↗16  | ↘15  |